# 布拉班特的瑪格麗特
布拉班特的瑪格麗特（荷蘭語：Margaretha van Brabant，1276年10月4日—1311年12月14日），德意志王后，布拉班特公爵若望一世的女兒。

## 家庭
1292年，瑪格麗塔和盧森堡伯爵亨利七世結婚，兩人共有1子2女：
1. 約翰（1296年—1346年），波希米亞國王
2. 瑪麗亞（英语：Marie of Luxembourg, Queen of France）（1304年—1324年），法國王后
3. 貝亞特麗絲（英语：Beatrice of Luxembourg）（1305年—1319年），早逝